# Синьоглав виреон
Синьоглавият виреон (Vireo solitarius) е вид птица от семейство Vireonidae. Видът е незастрашен от изчезване.

## Разпространение
Разпространен е в Бахамски острови, Белиз, Канада, Кайманови острови, Коста Рика, Куба, Салвадор, Гватемала, Хондурас, Мексико, Никарагуа, Сен Пиер и Микелон, Търкс и Кайкос и САЩ.